# Erasure/Diskografie
Diese Diskografie ist eine Übersicht über die musikalischen Werke des britischen Synthie-Pop-Duos Erasure. Den Schallplattenauszeichnungen zufolge hat es bisher mehr als 7,6 Millionen Tonträger verkauft, davon alleine in seiner Heimat mehr als 5,3 Millionen. Seine erfolgreichsten Veröffentlichungen sind die Alben The Innocents und Pop! The First 20 Hits mit jeweils über 1,6 Millionen verkauften Einheiten.

## Alben

### Studioalben
| Jahr | Titel                           | Höchstplatzierung, Gesamtwochen, AuszeichnungChartplatzierungen (Jahr, Titel, Platzierungen, Wochen, Auszeichnungen, Anmerkungen) | Höchstplatzierung, Gesamtwochen, AuszeichnungChartplatzierungen (Jahr, Titel, Platzierungen, Wochen, Auszeichnungen, Anmerkungen) | Höchstplatzierung, Gesamtwochen, AuszeichnungChartplatzierungen (Jahr, Titel, Platzierungen, Wochen, Auszeichnungen, Anmerkungen) | Höchstplatzierung, Gesamtwochen, AuszeichnungChartplatzierungen (Jahr, Titel, Platzierungen, Wochen, Auszeichnungen, Anmerkungen) | Höchstplatzierung, Gesamtwochen, AuszeichnungChartplatzierungen (Jahr, Titel, Platzierungen, Wochen, Auszeichnungen, Anmerkungen) | Anmerkungen                                                |
| Jahr | Titel                           | DE | AT | CH | UK | US | Anmerkungen                                                |
| ---- | ------------------------------- | --- | --- | --- | --- | --- | ---------------------------------------------------------- |
| 1986 | Wonderland                      | DE20 (10 Wo.)DE | — | — | UK71 (7 Wo.)UK | — | Erstveröffentlichung: 2. Juni 1986                         |
| 1987 | The Circus                      | DE16 (14 Wo.)DE | — | CH9 (6 Wo.)CH | UK6 Platin · (107 Wo.)UK | US190 (3 Wo.)US | Erstveröffentlichung: 30. März 1987 Verkäufe: + 300.000    |
| 1988 | The Innocents                   | DE8 (20 Wo.)DE | — | CH15 (8 Wo.)CH | UK1 ×2Doppelplatin · (78 Wo.)UK                                                                                                   | US49 Platin · (48 Wo.)US | Erstveröffentlichung: 18. April 1988 Verkäufe: + 1.600.000 |
| 1989 | Wild!                           | DE16 (15 Wo.)DE | — | CH24 (3 Wo.)CH | UK1 ×2Doppelplatin · (48 Wo.)UK                                                                                                   | US57 (23 Wo.)US | Erstveröffentlichung: 16. Oktober 1989 Verkäufe: + 600.000 |
| 1991 | Chorus                          | DE15 (36 Wo.)DE | AT5 (23 Wo.)AT | CH21 (3 Wo.)CH | UK1 Platin · (25 Wo.)UK | US29 (17 Wo.)US | Erstveröffentlichung: 14. Oktober 1991 Verkäufe: + 300.000 |
| 1994 | I Say I Say I Say               | DE6 (21 Wo.)DE | AT2 (15 Wo.)AT | CH17 (11 Wo.)CH | UK1 Gold · (16 Wo.)UK | US18 (17 Wo.)US | Erstveröffentlichung: 16. Mai 1994 Verkäufe: + 100.000     |
| 1995 | Erasure                         | DE87 (5 Wo.)DE | AT33 (2 Wo.)AT | — | UK14 Silber (Re-Release) · (6 Wo.)UK                                                                                              | US82 (3 Wo.)US | Erstveröffentlichung: 24. Oktober 1995 Verkäufe: + 60.000  |
| 1997 | Cowboy                          | DE34 (5 Wo.)DE | AT27 (3 Wo.)AT | — | UK10 (4 Wo.)UK | US43 (8 Wo.)US | Erstveröffentlichung: 31. März 1997                        |
| 2000 | Loveboat                        | DE48 (2 Wo.)DE | — | — | UK45 (2 Wo.)UK | — | Erstveröffentlichung: 23. Oktober 2000                     |
| 2003 | Other People’s Songs            | DE17 (10 Wo.)DE | — | — | UK17 (3 Wo.)UK | US138 (1 Wo.)US | Erstveröffentlichung: 27. Januar 2003                      |
| 2005 | Nightbird                       | DE22 (5 Wo.)DE | — | — | UK27 (2 Wo.)UK | US154 (1 Wo.)US | Erstveröffentlichung: 25. Januar 2005                      |
| 2007 | Light at the End of the World   | DE42 (1 Wo.)DE | — | — | UK29 (2 Wo.)UK | US127 (1 Wo.)US | Erstveröffentlichung: 21. Mai 2007                         |
| 2011 | Tomorrow’s World                | DE35 (1 Wo.)DE | — | — | UK29 (2 Wo.)UK | US61 (1 Wo.)US | Erstveröffentlichung: 3. Oktober 2011                      |
| 2013 | Snow Globe                      | DE100 (1 Wo.)DE | — | — | UK49 (1 Wo.)UK | — | Erstveröffentlichung: 11. November 2013                    |
| 2014 | The Violet Flame                | DE41 (1 Wo.)DE | — | — | UK20 (2 Wo.)UK | US48 (1 Wo.)US | Erstveröffentlichung: 22. September 2014                   |
| 2017 | World Be Gone                   | DE28 (1 Wo.)DE | — | CH69 (1 Wo.)CH | UK6 (1 Wo.)UK | US137 (1 Wo.)US | Erstveröffentlichung: 19. Mai 2017                         |
| 2020 | The Neon                        | DE11 (3 Wo.)DE | AT49 (1 Wo.)AT | — | UK4 (2 Wo.)UK | — | Erstveröffentlichung: 21. August 2020                      |
| 2022 | Day-Glo (Based on a True Story) | DE13 (1 Wo.)DE | — | CH100 (1 Wo.)CH | UK29 (1 Wo.)UK | — | Erstveröffentlichung: 12. August 2022                      |

### Livealben
| Jahr | Titel         | Höchstplatzierung, Gesamtwochen, AuszeichnungChartplatzierungen (Jahr, Titel, Platzierungen, Wochen, Auszeichnungen, Anmerkungen) | Höchstplatzierung, Gesamtwochen, AuszeichnungChartplatzierungen (Jahr, Titel, Platzierungen, Wochen, Auszeichnungen, Anmerkungen) | Höchstplatzierung, Gesamtwochen, AuszeichnungChartplatzierungen (Jahr, Titel, Platzierungen, Wochen, Auszeichnungen, Anmerkungen) | Höchstplatzierung, Gesamtwochen, AuszeichnungChartplatzierungen (Jahr, Titel, Platzierungen, Wochen, Auszeichnungen, Anmerkungen) | Höchstplatzierung, Gesamtwochen, AuszeichnungChartplatzierungen (Jahr, Titel, Platzierungen, Wochen, Auszeichnungen, Anmerkungen) | Anmerkungen                        |
| Jahr | Titel         | DE | AT | CH | UK | US | Anmerkungen                        |
| ---- | ------------- | --- | --- | --- | --- | --- | ---------------------------------- |
| 2018 | World Be Live | DE100 (1 Wo.)DE | — | — | — | — | Erstveröffentlichung: 6. Juli 2018 |

Weitere Livealben
- 2005: The Erasure Show
- 2006: Acoustic Live
- 2007: On the Road to Nashville
- 2007: Live at the Royal Albert Hall
- 2011: Tomorrow’s World Tour (Live at the Roundhouse)

### Kompilationen
| Jahr | Titel                            | Höchstplatzierung, Gesamtwochen, AuszeichnungChartplatzierungen (Jahr, Titel, Platzierungen, Wochen, Auszeichnungen, Anmerkungen) | Höchstplatzierung, Gesamtwochen, AuszeichnungChartplatzierungen (Jahr, Titel, Platzierungen, Wochen, Auszeichnungen, Anmerkungen) | Höchstplatzierung, Gesamtwochen, AuszeichnungChartplatzierungen (Jahr, Titel, Platzierungen, Wochen, Auszeichnungen, Anmerkungen) | Höchstplatzierung, Gesamtwochen, AuszeichnungChartplatzierungen (Jahr, Titel, Platzierungen, Wochen, Auszeichnungen, Anmerkungen) | Höchstplatzierung, Gesamtwochen, AuszeichnungChartplatzierungen (Jahr, Titel, Platzierungen, Wochen, Auszeichnungen, Anmerkungen) | Anmerkungen                                                   |
| Jahr | Titel                            | DE | AT | CH | UK | US | Anmerkungen                                                   |
| ---- | -------------------------------- | --- | --- | --- | --- | --- | ------------------------------------------------------------- |
| 1987 | The Two-Ring Circus              | — | — | — | — | US186 (3 Wo.)US | Erstveröffentlichung: 16. November 1987                       |
| 1992 | Pop! The First 20 Hits           | DE12 Gold · (18 Wo.)DE | AT4 (16 Wo.)AT | CH18 (10 Wo.)CH | UK1 ×3Dreifachplatin · (27 Wo.)UK                                                                                                 | US112 Gold · (15 Wo.)US | Erstveröffentlichung: 16. November 1992 Verkäufe: + 1.650.000 |
| 2003 | Hits! The Very Best of Erasure   | DE54 (2 Wo.)DE | — | — | UK15 Platin · (10 Wo.)UK | — | Erstveröffentlichung: 28. Oktober 2003 Verkäufe: + 300.000    |
| 2009 | Total Pop! The First 40 Hits     | — | — | — | UK21 (3 Wo.)UK | — | Erstveröffentlichung: 23. Februar 2009                        |
| 2015 | Always: The Very Best of Erasure | DE42 (2 Wo.)DE | — | — | UK9 Gold · (8 Wo.)UK | — | Erstveröffentlichung: 30. Oktober 2015                        |
| 2018 | World Beyond                     | — | — | — | UK47 (1 Wo.)UK | — | Erstveröffentlichung: 9. März 2018                            |

Weitere Kompilationen
- 2006: Union Street
- 2009: Pop2! The Second 20 Hits

### Remixalben
| Jahr | Titel            | Höchstplatzierung, Gesamtwochen, AuszeichnungChartplatzierungen (Jahr, Titel, Platzierungen, Wochen, Auszeichnungen, Anmerkungen) | Höchstplatzierung, Gesamtwochen, AuszeichnungChartplatzierungen (Jahr, Titel, Platzierungen, Wochen, Auszeichnungen, Anmerkungen) | Höchstplatzierung, Gesamtwochen, AuszeichnungChartplatzierungen (Jahr, Titel, Platzierungen, Wochen, Auszeichnungen, Anmerkungen) | Höchstplatzierung, Gesamtwochen, AuszeichnungChartplatzierungen (Jahr, Titel, Platzierungen, Wochen, Auszeichnungen, Anmerkungen) | Höchstplatzierung, Gesamtwochen, AuszeichnungChartplatzierungen (Jahr, Titel, Platzierungen, Wochen, Auszeichnungen, Anmerkungen) | Anmerkungen                                          |
| Jahr | Titel            | DE | AT | CH | UK | US | Anmerkungen                                          |
| ---- | ---------------- | --- | --- | --- | --- | --- | ---------------------------------------------------- |
| 2021 | The Neon Remixed | DE*DE | — | — | UK33 (1 Wo.)UK | — | Erstveröffentlichung: 30. Juli 2021 * siehe The Neon |

### EPs
| Jahr | Titel                     | Höchstplatzierung, Gesamtwochen, AuszeichnungChartplatzierungen (Jahr, Titel, Platzierungen, Wochen, Auszeichnungen, Anmerkungen) | Höchstplatzierung, Gesamtwochen, AuszeichnungChartplatzierungen (Jahr, Titel, Platzierungen, Wochen, Auszeichnungen, Anmerkungen) | Höchstplatzierung, Gesamtwochen, AuszeichnungChartplatzierungen (Jahr, Titel, Platzierungen, Wochen, Auszeichnungen, Anmerkungen) | Höchstplatzierung, Gesamtwochen, AuszeichnungChartplatzierungen (Jahr, Titel, Platzierungen, Wochen, Auszeichnungen, Anmerkungen) | Höchstplatzierung, Gesamtwochen, AuszeichnungChartplatzierungen (Jahr, Titel, Platzierungen, Wochen, Auszeichnungen, Anmerkungen) | Anmerkungen                                            |
| Jahr | Titel                     | DE | AT | CH | UK | US | Anmerkungen                                            |
| ---- | ------------------------- | --- | --- | --- | --- | --- | ------------------------------------------------------ |
| 1988 | Crackers International EP | DE18 (13 Wo.)DE | AT16 (6 Wo.)AT | CH15 (6 Wo.)CH | UK2 (15 Wo.)UK | US73 (10 Wo.)US | Erstveröffentlichung: 28. November 1988                |
| 1992 | Am I Right? (re-mix)      | — | — | — | UK22 (3 Wo.)UK | — | Erstveröffentlichung: 11. Januar 1992                  |
| 1992 | Abba-esque                | DE2 Gold · (30 Wo.)DE | AT1 Gold · (22 Wo.)AT | CH3 (27 Wo.)CH | UK1 Gold · (12 Wo.)UK | US85 (22 Wo.)US | Erstveröffentlichung: 1. Juni 1992 Verkäufe: + 725.000 |

Weitere EPs
- 1997: Rain: Plus
- 2001: Moon and the Sky: Plus
- 2006: Boy EP
- 2007: Storm Chaser
- 2009: Pop! Remixed
- 2009: Erasure.Club
- 2009: Phantom Bride EP

## Singles
| Jahr | Titel Album                                                                    | Höchstplatzierung, Gesamtwochen, AuszeichnungChartplatzierungen (Jahr, Titel, Album, Platzierungen, Wochen, Auszeichnungen, Anmerkungen) | Höchstplatzierung, Gesamtwochen, AuszeichnungChartplatzierungen (Jahr, Titel, Album, Platzierungen, Wochen, Auszeichnungen, Anmerkungen) | Höchstplatzierung, Gesamtwochen, AuszeichnungChartplatzierungen (Jahr, Titel, Album, Platzierungen, Wochen, Auszeichnungen, Anmerkungen) | Höchstplatzierung, Gesamtwochen, AuszeichnungChartplatzierungen (Jahr, Titel, Album, Platzierungen, Wochen, Auszeichnungen, Anmerkungen) | Höchstplatzierung, Gesamtwochen, AuszeichnungChartplatzierungen (Jahr, Titel, Album, Platzierungen, Wochen, Auszeichnungen, Anmerkungen) | Anmerkungen                                                    |
| Jahr | Titel Album                                                                    | DE | AT | CH | UK | US | Anmerkungen                                                    |
| ---- | ------------------------------------------------------------------------------ | --- | --- | --- | --- | --- | -------------------------------------------------------------- |
| 1985 | Who Needs Love Like That Wonderland                                            | DE48 (8 Wo.)DE | — | CH23 (4 Wo.)CH | UK55 (6 Wo.)UK | — | Erstveröffentlichung: 2. September 1985                        |
| 1985 | Heavenly Action Wonderland                                                     | — | — | — | UK100 (1 Wo.)UK | — | Erstveröffentlichung: 11. November 1985                        |
| 1986 | Oh L’amour Wonderland                                                          | DE16 (17 Wo.)DE | — | — | UK13 (7 Wo.)UK | — | Erstveröffentlichung: 21. April 1986                           |
| 1986 | Sometimes The Circus                                                           | DE2 (17 Wo.)DE | AT10 (8 Wo.)AT | CH3 (13 Wo.)CH | UK2 Silber · (21 Wo.)UK | — | Erstveröffentlichung: 6. Oktober 1986 Verkäufe: + 250.000      |
| 1987 | It Doesn’t Have to Be The Circus                                               | DE16 (12 Wo.)DE | — | CH19 (7 Wo.)CH | UK12 (9 Wo.)UK | — | Erstveröffentlichung: 16. Februar 1987                         |
| 1987 | Victim of Love The Circus                                                      | DE26 (7 Wo.)DE | — | CH22 (3 Wo.)CH | UK7 (9 Wo.)UK | — | Erstveröffentlichung: 18. Mai 1987                             |
| 1987 | The Circus                                                                     | DE30 (12 Wo.)DE | — | — | UK6 (14 Wo.)UK | — | Erstveröffentlichung: 21. September 1987                       |
| 1988 | Ship of Fools The Innocents                                                    | DE9 (17 Wo.)DE | — | CH12 (11 Wo.)CH | UK6 (8 Wo.)UK | — | Erstveröffentlichung: 22. Februar 1988                         |
| 1988 | Chains of Love The Innocents                                                   | DE18 (10 Wo.)DE | — | CH16 (5 Wo.)CH | UK11 (7 Wo.)UK | US12 (20 Wo.)US | Erstveröffentlichung: 31. Mai 1988                             |
| 1988 | A Little Respect The Innocents                                                 | DE34 (12 Wo.)DE | — | CH28 (1 Wo.)CH | UK4 ×2Doppelplatin · (13 Wo.)UK | US14 (17 Wo.)US | Erstveröffentlichung: 19. September 1988 Verkäufe: + 1.230.000 |
| 1988 | Stop! Crackers International EP                                                | — | — | — | — | US97 (1 Wo.)US | Erstveröffentlichung: 28. November 1988                        |
| 1989 | Drama! Wild!                                                                   | DE12 (16 Wo.)DE | — | CH15 (8 Wo.)CH | UK4 (11 Wo.)UK | — | Erstveröffentlichung: 19. September 1989                       |
| 1989 | You Surround Me Wild!                                                          | DE38 (10 Wo.)DE | — | — | UK15 (9 Wo.)UK | — | Erstveröffentlichung: 27. November 1989                        |
| 1990 | Blue Savannah Wild!                                                            | DE13 (17 Wo.)DE | — | — | UK3 (10 Wo.)UK | — | Erstveröffentlichung: 26. Februar 1990                         |
| 1990 | Star Wild!                                                                     | DE33 (11 Wo.)DE | — | — | UK11 (7 Wo.)UK | — | Erstveröffentlichung: 21. Mai 1990                             |
| 1991 | Chorus                                                                         | DE17 (14 Wo.)DE | AT20 (11 Wo.)AT | CH10 (17 Wo.)CH | UK3 (9 Wo.)UK | US83 (11 Wo.)US | Erstveröffentlichung: 17. Juni 1991                            |
| 1991 | Love to Hate You Chorus                                                        | DE19 (19 Wo.)DE | AT6 (20 Wo.)AT | CH17 (7 Wo.)CH | UK4 (9 Wo.)UK | — | Erstveröffentlichung: 9. September 1991 Verkäufe: + 25.000     |
| 1991 | Am I right? Chorus                                                             | — | AT21 (8 Wo.)AT | — | UK15 (6 Wo.)UK | — | Erstveröffentlichung: 25. November 1991                        |
| 1992 | Breath of Life Chorus                                                          | DE44 (10 Wo.)DE | AT25 (4 Wo.)AT | — | UK8 (6 Wo.)UK | — | Erstveröffentlichung: 16. März 1992                            |
| 1992 | Who Needs Love Like That (Hamburg Mix) Pop! The First 20 Hits                  | DE27 (10 Wo.)DE | AT18 (1 Wo.)AT | — | UK10 (4 Wo.)UK | — | Erstveröffentlichung: 26. Oktober 1992                         |
| 1994 | Always I Say I Say I Say                                                       | DE5 Gold · (26 Wo.)DE | AT2 (14 Wo.)AT | CH23 (15 Wo.)CH | UK4 Silber · (10 Wo.)UK | US20 (23 Wo.)US | Erstveröffentlichung: 11. April 1994 Verkäufe: + 450.000       |
| 1994 | Run to the Sun I Say I Say I Say                                               | DE49 (5 Wo.)DE | — | — | UK6 (6 Wo.)UK | — | Erstveröffentlichung: 18. Juli 1994                            |
| 1994 | I Love Saturday I Say I Say I Say                                              | DE69 (10 Wo.)DE | — | — | UK20 (9 Wo.)UK | — | Erstveröffentlichung: 21. November 1994                        |
| 1995 | Stay with Me Erasure                                                           | — | — | — | UK15 (7 Wo.)UK | — | Erstveröffentlichung: 11. September 1995                       |
| 1995 | Fingers & Thumbs (Cold Summer’s Day) Erasure                                   | DE69 (5 Wo.)DE | — | — | UK20 (4 Wo.)UK | — | Erstveröffentlichung: 27. November 1995                        |
| 1997 | In My Arms Cowboy                                                              | DE76 (9 Wo.)DE | AT40 (1 Wo.)AT | — | UK13 (7 Wo.)UK | US55 (8 Wo.)US | Erstveröffentlichung: 6. Januar 1997                           |
| 1997 | Don’t Say Your Love Is Killing Me Cowboy                                       | DE89 (4 Wo.)DE | — | — | UK23 (2 Wo.)UK | — | Erstveröffentlichung: 27. Februar 1997                         |
| 2000 | Freedom Loveboat                                                               | DE80 (1 Wo.)DE | — | — | UK27 (2 Wo.)UK | — | Erstveröffentlichung: 9. Oktober 2000                          |
| 2003 | Solsbury Hill Other People’s Songs                                             | DE29 (9 Wo.)DE | — | — | UK10 (3 Wo.)UK | — | Erstveröffentlichung: 6. Januar 2003 Original: Peter Gabriel   |
| 2003 | Make Me Smile (Come Up and See Me) Other People’s Songs                        | DE58 (4 Wo.)DE | — | — | UK14 (3 Wo.)UK | — | Erstveröffentlichung: 7. April 2003                            |
| 2005 | Breathe Nightbird                                                              | DE35 (9 Wo.)DE | — | — | UK4 (6 Wo.)UK | — | Erstveröffentlichung: 3. Januar 2005                           |
| 2005 | Don’t Say You Love Me Nightbird                                                | DE69 (4 Wo.)DE | — | — | UK15 (3 Wo.)UK | — | Erstveröffentlichung: 21. März 2005                            |
| 2005 | Here I Go Impossible Again / All This Time Still Falling Out of Love Nightbird | DE69 (3 Wo.)DE | — | — | UK25 (2 Wo.)UK | — | Erstveröffentlichung: 20. Juni 2005                            |
| 2007 | I Could Fall in Love with You Light at the End of the World                    | DE69 (4 Wo.)DE | — | — | UK21 (2 Wo.)UK | — | Erstveröffentlichung: 2. April 2007                            |
| 2007 | Sunday Girl Light at the End of the World                                      | DE76 (3 Wo.)DE | — | — | UK33 (1 Wo.)UK | — | Erstveröffentlichung: 11. Juni 2007                            |

Weitere Singles
- 1996: Rock Me Gently
- 1997: Rain
- 2001: Moon & the Sky
- 2002: Everybody’s Got to Learn Sometimes
- 2006: Boy
- 2007: Storm in a Teacup / Sucker for Love
- 2009: Always (2009 Mix)
- 2009: Phantom Bride
- 2010: A Little Respect (HMI Redux)
- 2011: When I Start to (Break It All Down)
- 2011: Be with You
- 2012: Fill Us with Fire
- 2013: Gaudete
- 2014: Make It Wonderful
- 2014: Elevation
- 2014: Reason
- 2015: Sacred
- 2015: Sometimes 2015
- 2017: Love You to the Sky
- 2017: World Be Gone
- 2017: Just a Little Love
- 2020: Hey Now (Think I Got a Feeling)
- 2020: Nerves of Steel
- 2020: Fallen Angel
- 2021: Secrets

## Videoalben und Musikvideos

### Videoalben
- 1987: Live at the Seaside
- 1989: Innocents Live
- 1990: Wild! Live
- 1992: ABBA-esque
- 1992: Pop! The First 20 Hits
- 1993: The Tank, the Swan & the Balloon
- 1996: Erasure 1995-1996
- 1998: Tiny Tour
- 2003: Sanctuary – The EIS Christmas Concert 2002
- 2003: Hits! the Videos
- 2005: The Erasure Show – Live in Cologne
- 2007: On the Road to Nashville
- 2008: Live at the Royal Albert Hall

### Musikvideos
| Jahr | Titel                                               | Regisseur(e)                  |
| ---- | --------------------------------------------------- | ----------------------------- |
| 1985 | Who Needs Love (Like That)                          | John Scarlett-Davies          |
| 1985 | Heavenly Action                                     | John Scarlett-Davies          |
| 1986 | Oh L’amour                                          | Peter Hamilton, Alistair Rae  |
| 1986 | Sometimes                                           | Gerard de Thame               |
| 1987 | It Doesn’t Have to Be                               | Gerard de Thame               |
| 1987 | Victim of Love                                      | Peter Scammell                |
| 1987 | The Circus                                          | Jerry Chater                  |
| 1988 | Ship of Fools                                       | Phillip Vile                  |
| 1988 | Chains of Love                                      | Peter Christopherson          |
| 1988 | A Little Respect                                    | Peter Christopherson          |
| 1988 | Stop!                                               | Peter Christopherson          |
| 1989 | Drama!                                              | The Giblets                   |
| 1989 | You Surround Me                                     | James Le Bon                  |
| 1990 | Blue Savannah                                       | Kevin Godley                  |
| 1990 | Star                                                | John Maybury                  |
| 1991 | Chorus                                              | David Mallet                  |
| 1991 | Love to Hate You                                    | David Mallet                  |
| 1991 | Am I Right?                                         | Angela Conway                 |
| 1992 | Breath of Life                                      | Angela Conway                 |
| 1992 | Lay All Your Love on Me                             | Jan Kounen                    |
| 1992 | S.O.S.                                              | Jan Kounen                    |
| 1992 | Take a Chance on Me                                 | Philippe Gautier              |
| 1992 | Voulez-Vous                                         | Jan Kounen                    |
| 1994 | Always                                              | Jan Kounen                    |
| 1994 | Run to the Sun                                      | Nico Beyer                    |
| 1994 | I Love Saturday                                     | Caz Gorham, Frances Dickenson |
| 1995 | Stay with Me                                        | Mario Cavalli                 |
| 1995 | Fingers & Thumbs (Cold Summer’s Day)                | Max Abbiss-Biro               |
| 1996 | Rock Me Gently                                      | Max Abbiss-Biro               |
| 1996 | Sono Luminus (Acoustic live)                        | Max Abbiss-Biro               |
| 1997 | In My Arms                                          | Dick Carruthers               |
| 1997 | In My Arms (Nordamerikanische Version)              |                               |
| 1997 | Don’t Say Your Love Is Killing Me                   | Richard Heslop                |
| 1997 | Rain                                                |                               |
| 2000 | Freedom                                             | Vince Clarke                  |
| 2003 | Solsbury Hill                                       | Vince Clarke                  |
| 2003 | Solsbury Hill (alternative Version)                 |                               |
| 2003 | Make Me Smile (Come Up and See Me)                  | Jonas Odell                   |
| 2003 | Oh L’amour (Remix)                                  | Toma & Luc                    |
| 2005 | Breathe                                             | Christian Bevilacqua          |
| 2005 | Don’t Say You Love Me                               | Fizzy Eye                     |
| 2005 | All This Time Still Falling Out of Love             | Uwe Flade                     |
| 2007 | I Could Fall in Love with You                       | Justin Eisner                 |
| 2007 | I Could Fall in Love with You (Alternative Version) | Estelle Rogers                |
| 2007 | Sunday Girl                                         |                               |

## Sonderveröffentlichungen
Gastbeiträge
- 1997: Amateur Hour (Sparks & Erasure)

Beiträge für Sampler
- 1990: Too Darn Hot (Red Hot + Blue; Original von Ella Fitzgerald)
- 1991: Rage (Tame Yourself; PETA Benefiz-Album)

Beiträge für Soundtracks
- 1990: Looking Glass Sea (Dick Tracy (O.S.T.))
- 1997: Magic Moments (Lord of Illusions (O.S.T.); Original von Perry Como)

## Boxsets
- 1999: Singles – EBX 1
- 1999: Singles – EBX 2
- 2001: Singles – EBX 3
- 2001: Singles – EBX 4
- 2016: From Moscow to Mars

## Statistik

### Chartauswertung
|                     | DE     | AT    | CH     | UK     | US     |
| ------------------- | ------ | ----- | ------ | ------ | ------ |
| Nummer-eins-Alben   | DE—DE  | AT1AT | CH—CH  | UK6UK  | US—US  |
| Top-10-Alben        | DE3DE  | AT4AT | CH2CH  | UK12UK | US—US  |
| Alben in den Charts | DE24DE | AT9AT | CH10CH | UK28UK | US18US |

|                       | DE     | AT    | CH     | UK     | US    |
| --------------------- | ------ | ----- | ------ | ------ | ----- |
| Nummer-eins-Singles   | DE—DE  | AT—AT | CH—CH  | UK—UK  | US—US |
| Top-10-Singles        | DE3DE  | AT3AT | CH2CH  | UK15UK | US—US |
| Singles in den Charts | DE31DE | AT8AT | CH11CH | UK33UK | US5US |

### Auszeichnungen für Musikverkäufe
| Goldene Schallplatte - Schweden - 1992: für die Single Love to Hate You - Spanien - 2024: für die Single A Little Respect Platin-Schallplatte - Schweden - 1992: für die EP Abba-esque |

Anmerkung: Auszeichnungen in Ländern aus den Charttabellen bzw. Chartboxen sind in ebendiesen zu finden.
| Land/RegionAuszeichnungen für Musikverkäufe (Land/Region, Auszeichnungen, Verkäufe, Quellen) | Silber     | Gold       | Platin       | Verkäufe  | Quellen             |
| -------------------------------------------------------------------------------------------- | ---------- | ---------- | ------------ | --------- | ------------------- |
| Deutschland (BVMI)                                                                           | —          | 3× Gold3   | —            | 750.000   | musikindustrie.de   |
| Österreich (IFPI)                                                                            | —          | Gold1      | —            | 25.000    | ifpi.at             |
| Schweden (IFPI)                                                                              | —          | Gold1      | Platin1      | 75.000    | Einzelnachweise     |
| Spanien (Promusicae)                                                                         | —          | Gold1      | —            | 30.000    | elportaldemusica.es |
| Vereinigte Staaten (RIAA)                                                                    | —          | Gold1      | Platin1      | 1.500.000 | riaa.com            |
| Vereinigtes Königreich (BPI)                                                                 | 3× Silber3 | 3× Gold3   | 12× Platin12 | 5.310.000 | bpi.co.uk           |
| Insgesamt                                                                                    | 3× Silber3 | 10× Gold10 | 14× Platin14 |           |                     |